# Magnum XL-200
Magnum XL-200 ist eine Stahlachterbahn des Herstellers Arrow Dynamics im US-amerikanischen Freizeitpark Cedar Point (Sandusky, Ohio), die am 6. Mai 1989 eröffnet wurde. Auf der 1556,3 Meter langen, 62,5 Meter hohen und bis zu 60° steilen Strecke beschleunigen die Züge auf eine Höchstgeschwindigkeit von 115,9 km/h. Zum Zeitpunkt ihrer Eröffnung war Magnum XL-200 damit die weltweit höchste, schnellste und steilste Achterbahn mit geschlossener Strecke. Zudem war sie der erste Hyper Coaster, da sie als erste Achterbahn mit geschlossener Strecke eine Höhe von 200 Fuß (61 Meter) überschritt. Im Jahr 2009 konnte Magnum XL-200 den vierzig-millionsten Fahrgast verzeichnen.

## Geschichte

### Hintergrund
Nachdem Dick Kinzel im Jahr 1986 neuer Geschäftsführer von Cedar Point wurde, sah er 1988 einen Fernsehbericht über die Achterbahn Bandit im japanischen Yomiuriland, die zwar eine hohe Geschwindigkeit und Höhe aufwies, aber keine Inversionen. Kinzel wollte eine ähnliche Bahn in Cedar Point errichten, die mit steilen Abfahrten und negativen Vertikalbeschleunigungen statt Inversionen aufwartet. Seit mit Gemini im Jahr 1978 die letzte große Investition getätigt wurde, waren bereits zehn Jahre vergangen. Cedar Point stellte daraufhin Anfragen bei den Achterbahnherstellern TOGO, Dinn Corporation, Intamin und Arrow Dynamics nach einer Achterbahn ohne Inversionen und Schulterbügel. Die Anlage sollte aus Marketingzwecken höher als 200 Fuß (61 Meter) sein. Als Name wurde „Magnum XL-200“ gewählt, da zu diesem Zeitpunkt die Fernsehserie Magnum sehr populär war und die Höhe der Bahn im Namen enthalten sein sollte.

### Eröffnung
Am 16. August 1988 wurde Magnum XL-200 offiziell angekündigt, mit den Bauarbeiten wurde kurz darauf begonnen. Nach Beendigung der Bauarbeiten im Jahr 1989 und nur einer Testfahrt war Dick Kinzel eine der ersten Personen, die mit Magnum XL-200 fuhr. Am 6. Mai 1989 wurde die Bahn offiziell eröffnet und als die höchste, schnellste und steilste Achterbahn der Welt beworben. Die Messung vom Guinness-Buch der Rekorde fand am 2. Juni 1989 statt. Im Jahr 1989 verzeichnete Cedar Point daraufhin einen Besucherrekord.

## Fahrt

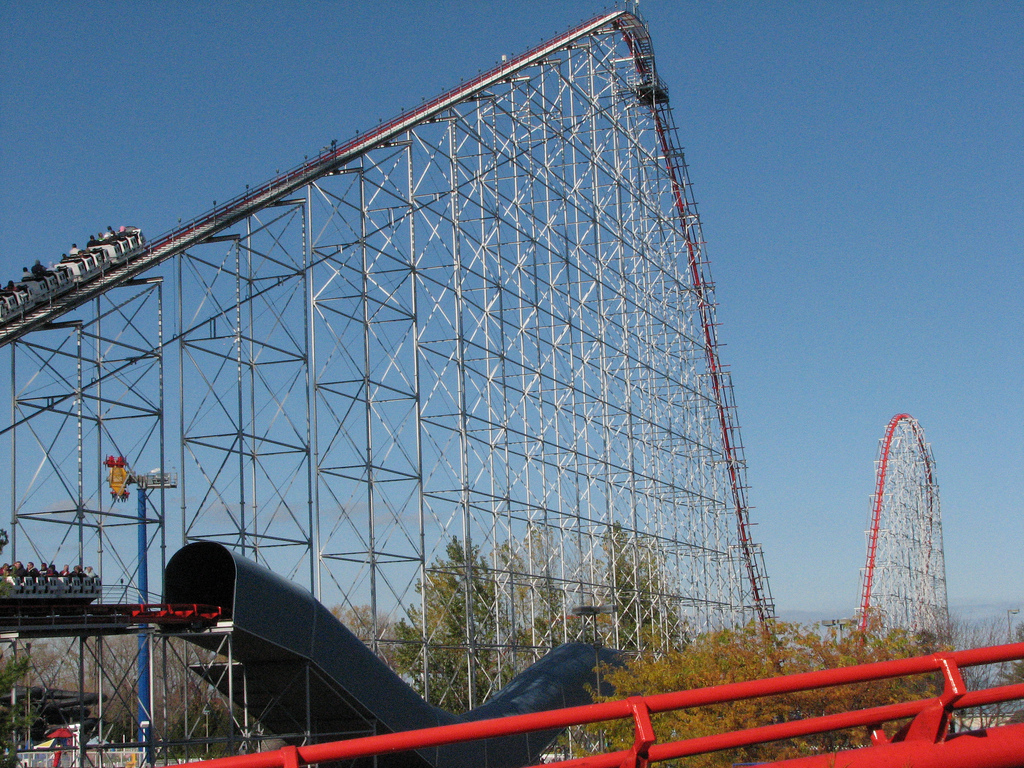
Der Lifthill

Nachdem der Zug die Station verlassen hat, gelangt er nach einer 90°-Rechtskurve auf den Lifthill, dessen Kette ihn auf eine Ausgangshöhe von 63 Metern transportiert. Oben angekommen, wird der Zug auf dem 59,3 Meter hohen und 60 Grad steilen First Drop auf seine Höchstgeschwindigkeit von 115,9 km/h beschleunigt. Der Zug erklimmt daraufhin einen 48 Meter hohen Airtime-Hügel und gelangt nach einer Linkskurve in den ersten der drei Tunnel, woraufhin er den 24 Meter hohen dritten Hügel überfährt. Nach einem Pretzel-Turn, in dem der Zug zunächst in einer 270°-Linkskurve senkrecht auf die Küste des Eriesees zufährt und dann in einer weiteren 270°-Linkskurve seine Fahrt in entgegengesetzter Richtung fortsetzt, durchfährt er den zweiten Tunnel. Es schließen sich mehrere kleine Bunny Hops und ein weiterer Tunnel an, bevor dem Zug von einer Bremse ein Großteil seiner kinetischen Energie genommen wird. Mit stark reduzierter Geschwindigkeit durchfährt er eine leicht geneigte links-rechts-Kurvenkombination, wird erneut verzögert und fährt anschließend wieder in die Station ein.
Eine Fahrt dauert circa zwei Minuten.

## Technik

### Schiene

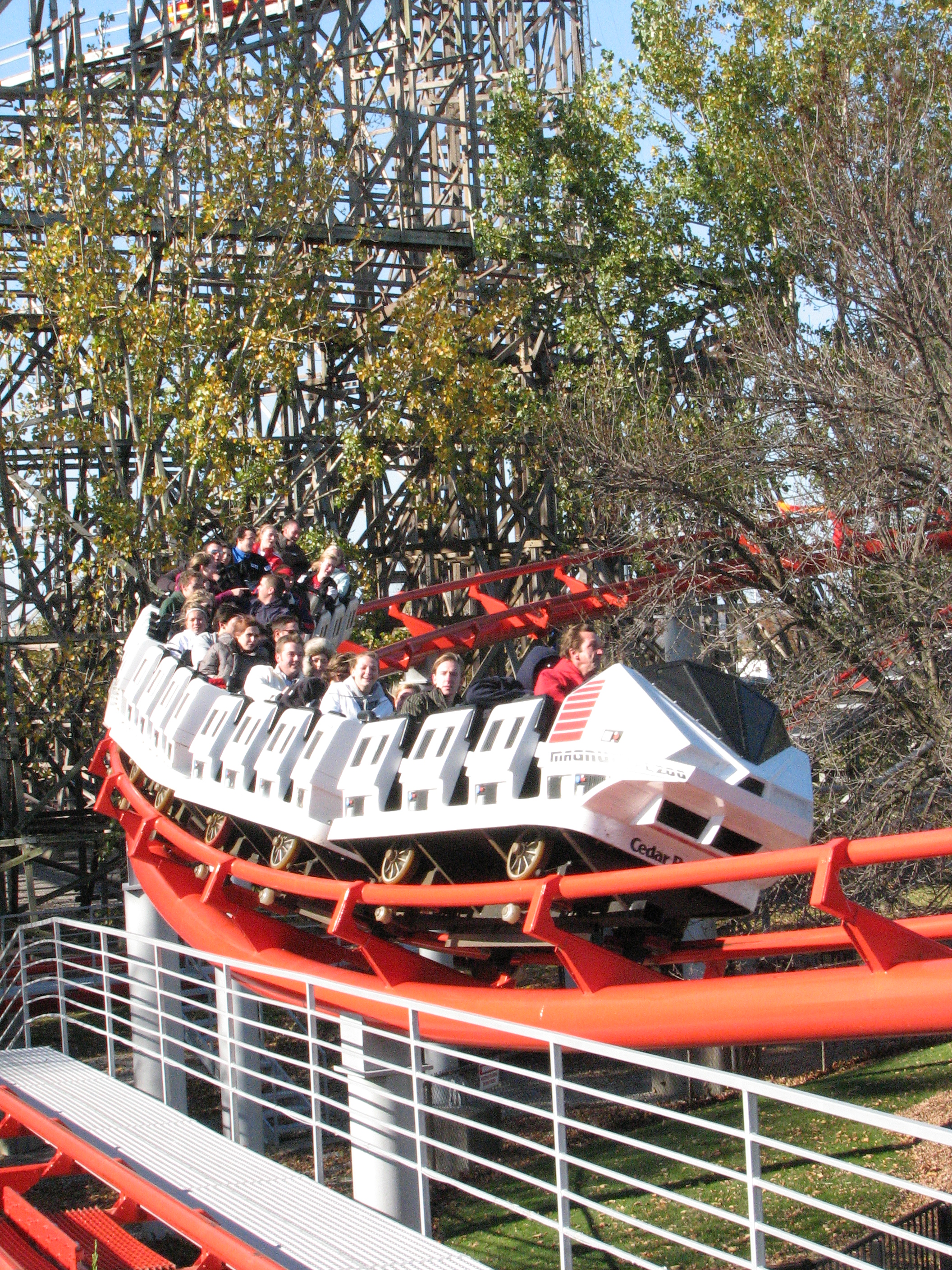
Ein Zug fährt mit geringer Geschwindigkeit wieder zur Station

Die 1556 Meter lange aus Stahl gefertigte Dreigurtschiene von Magnum XL-200 erreicht an ihrer höchsten Stelle, dem Scheitel des Lifthills, eine Höhe von 62,5 Metern. Auf dem 593 Meter hohe First Drop erreicht die Schiene eine Neigung von 60 Grad. Ursprünglich waren die Schiene rot und die Stützen silber lackiert. Im Jahr 2005 wurde die Schiene in Orange umlackiert, die Stützen behielten jedoch ihre silberne Farbe. Die 157 Stützen wiegen zusammen 568 Tonnen.

### Züge
Auf Magnum XL-200 kommen drei in Schwarz und Weiß lackierte Züge zum Einsatz. Jeder Zug besteht aus sechs Wagen, in denen jeweils sechs Personen in drei Reihen Platz finden, sodass ein Zug 36 Fahrgäste fasst. Die theoretische Kapazität beläuft sich auf 2000 Personen pro Stunde. Die Besucher werden von Schoßbügeln in den Sitzen gehalten. Arrow Dynamics hat auf Magnum XL-200 zum ersten Mal seine Hyper-Coaster-Züge eingesetzt, die anschließend Verwendung auf zahlreichen anderen Bahnen des Herstellers fanden.
Zum Zeitpunkt ihrer Eröffnung kamen auf Magnum XL-200 statt der sonst üblichen Up-Stop-Wheels unter dem Zug befestigte „Platten“ zum Einsatz, die bereits auf Gemini eingesetzt wurden, um zu verhindern, dass der Zug bei negativen Vertikalbeschleunigungen von der Schiene „abhebt“. Nach der ersten Saison wurden diese Platten durch die klassischen Up-Stop-Wheels ersetzt.